# ESME Sudria
ESME Sudria — французький вищий навчальний заклад, одна з великих шкіл.

## Історія
Веде свою історію від 1905 року, коли при Йоахим Судрія вирішив створити школу.

## Сучасність
ESME Sudria вивчає, розвиває і викладає широкий діапазон наук для інженерів, включаючи економічні і соціальні науки. Працює аспірантура.